# Rugby Europe U18 Championship 2009
El Rugby Europe U18 Championship del 2008 se disputó en Italia y fue la quinta edición del torneo en categoría M18.

## Equipos participantes
- Selección juvenil de rugby de Bélgica
- Selección juvenil de rugby de Francia
- Selección juvenil de rugby de Georgia
- Selección juvenil de rugby de Inglaterra
- Selección juvenil de rugby de Irlanda
- Selección juvenil de rugby de Italia
- Selección juvenil de rugby de Rumania
- Selección juvenil de rugby de Rusia

## Resultados

### Cuartos de final
- Los perdedores avanzan a la copa de plata

| 5 de abril | Rusia | 5 - 32 | Irlanda |  |  |

| 5 de abril | Francia | 59 - 5 | Bélgica |  |  |

| 5 de abril | Rumania | 27 - 13 | Italia |  |  |

| 5 de abril | Inglaterra | 60 - 3 | Georgia |  |  |

### Semifinal de Plata
| 8 de abril | Bélgica | 28 - 9 | Italia |  |  |

| 8 de abril | Georgia | 17 - 18 | Rusia |  |  |

### Semifinales Campeonato
| 8 de abril | Francia | 78 - 3 | Rumania |  |  |

| 8 de abril | Inglaterra | 7 - 0 | Irlanda |  |  |

### Séptimo puesto
| 11 de abril | Georgia | 18 - 3 | Italia |  |  |

### Quinto puesto
| 11 de abril | Bélgica | 18 - 7 | Rusia |  |  |

### Tercer puesto
| 11 de abril | Rumania | 10 - 51 | Irlanda |  |  |

### Final
| 11 de abril | Francia | 20 - 19 | Inglaterra |  |  |

| Bandera de Francia |
| Campeón Francia    |
| Cuarto título      |